# Бок (Минесота)
Бок (енгл. Bock) град је у америчкој савезној држави Минесота.

## Демографија
По попису из 2010. године број становника је 106, што је 0 (0,0%) становника више него 2000. године.
| Група             | 2000.       | 2010.       |
| Белци             | 103 (97,2%) | 101 (95,3%) |
| Афроамериканци    | 0 (0,0%)    | 0 (0,0%)    |
| Азијати           | 0 (0,0%)    | 2 (1,9%)    |
| Хиспаноамериканци | 3 (2,8%)    | 2 (1,9%)    |
| Укупно            | 106         | 106         |